# Marvin Sordell
Marvin Anthony Sordell  (Pinner, 17 februari 1991) is een Engels voetballer die bij voorkeur als aanvaller speelt. Hij tekende in juli 2014 een driejarig contract bij Burnley, dat een niet bekendgemaakt bedrag voor hem betaalde aan Bolton Wanderers.

## Clubcarrière
Sordell was zestien toen Watford hem overnam van Fulham. In 2008 werd hij kortstondig uitgeleend aan Wealdstone, waar hij vier doelpunten scoorde in vijf wedstrijden. Op 31 januari 2010 werd hij voor twee maanden uitgeleend aan Tranmere Rovers. Daar scoorde hij twee doelpunten in acht wedstrijden. Op 31 januari 2012 werd hij voor 3,6 miljoen euro verkocht aan Bolton Wanderers.

## Interlandcarrière
In 2011 debuteerde Sordell voor Engeland -20 tegen Frankrijk -20. Hij scoorde de twee doelpunten in een 2-1 zege. In november 2011 scoorde hij zijn eerste doelpunt voor Engeland -21 tegen IJsland -21. Hij maakte deel uit van het Brits olympisch voetbalelftal op de Olympische Spelen in Londen.